# Francis Bertie, I visconte Bertie di Thame
Francis Leveson Bertie, I visconte Bertie di Thame (17 agosto 1844 – Londra, 26 settembre 1919), è stato un diplomatico inglese.

## Biografia
Bertie era il secondo figlio di Montagu Bertie, VI conte di Abingdon, e di sua moglie, Elizabeth Harcourt, figlia di George Harcourt. Frequentò l'Eton College. Dalla sua bisnonna, Charlotte Warren, aveva radici olandesi e ugonotte, discendente della famiglia Schuyler, Van Cortland e Delancey.

## Carriera diplomatica
Bertie è entrato nel Ministero degli Esteri nel 1863. Dal 1874 al 1880 ha lavorato come segretario privato di Robert Bourke e nel 1878 ha partecipato alla congresso di Berlino. 
Nel 1903, Bertie è stato nominato consigliere privato e reso Ambasciatore in Italia  e poi nel 1905 divenne ambasciatore in Francia. Dopo aver trascorso gran parte della sua carriera al Ministero degli Esteri, inizialmente aveva qualche problemi di adeguamento al ruolo di ambasciatore. A Parigi, Bertie è stato in grado di giocare un ruolo sostanziale nel rafforzare l'Entente Cordiale tra la Francia e la Gran Bretagna in una vera e propria alleanza, favorendo un forte sostegno britannico per la Francia durante la crisi marocchina (1905-1911).

## Matrimonio
Sposò, l'11 aprile 1874, Lady Feodorowna Cecilia Wellesley (1838-30 marzo 1920), figlia di Henry Wellesley, I conte Cowley. Ebbero un figlio:
- Vere Bertie, II visconte Bertie di Thame (20 ottobre 1878-29 agosto 1954)

## Morte
Bertie era ancora ambasciatore a Parigi, quando scoppiò la prima guerra mondiale. Anche se è stato elevato alla dignità di Pari come Barone Bertie di Thame, nel 1915, durante la guerra compì speciali missioni per conto dal governo britannico, in particolare la missione militare di Lord Esher. Quando Bertie si ammalò nel mese di aprile 1918, è stato sostituito dal Segretario di Stato per la guerra, Lord Derby, e tornò in Inghilterra. Al suo ritiro, Bertie è stato reso visconte Bertie di Thame. Non si è mai pienamente recuperato dalla sua malattia e morì a Londra il 26 settembre 1919.

## Ascendenza
|                                            |                                 |                                         | Genitori                                        |  |  | Nonni |  |  | Bisnonni                                |  |  | Trisnonni                                |  |
|                                            |                                 |                                         |                                                 |  |  |       |  |  | Willoughby Bertie, IV conte di Abingdon |  |  | Willoughby Bertie, III conte di Abingdon |  |
|                                            |                                 |                                         |                                                 |  |  |       |  |  | Willoughby Bertie, IV conte di Abingdon |  |  | Willoughby Bertie, III conte di Abingdon |  |
|                                            |                                 | Anna Maria Collins                      |                                                 |  |  |       |  |  | Willoughby Bertie, IV conte di Abingdon |  |  |                                          |  |
| Montagu Bertie, V conte di Abingdon        |                                 |                                         |                                                 |  |  |       |  |  | Willoughby Bertie, IV conte di Abingdon |  |  |                                          |  |
|                                            |                                 | Charlotte Warren                        | Peter Warren                                    |  |  |       |  |  |                                         |  |  |                                          |  |
|                                            |                                 | Charlotte Warren                        | Peter Warren                                    |  |  |       |  |  |                                         |  |  |                                          |  |
|                                            |                                 | Charlotte Warren                        | Susannah Delancey                               |  |  |       |  |  |                                         |  |  |                                          |  |
| Montagu Bertie, VI conte di Abingdon       |                                 | Charlotte Warren                        |                                                 |  |  |       |  |  |                                         |  |  |                                          |  |
|                                            |                                 | Thomas Gage                             | Thomas Gage, I visconte Gage                    |  |  |       |  |  |                                         |  |  |                                          |  |
|                                            |                                 | Thomas Gage                             | Thomas Gage, I visconte Gage                    |  |  |       |  |  |                                         |  |  |                                          |  |
|                                            |                                 | Thomas Gage                             | Benedicta Maria Theresa Hall                    |  |  |       |  |  |                                         |  |  |                                          |  |
| Emily Gage                                 |                                 | Thomas Gage                             |                                                 |  |  |       |  |  |                                         |  |  |                                          |  |
|                                            |                                 | Margaret Kemble Gage                    | Peter Kemble                                    |  |  |       |  |  |                                         |  |  |                                          |  |
|                                            |                                 | Margaret Kemble Gage                    | Peter Kemble                                    |  |  |       |  |  |                                         |  |  |                                          |  |
|                                            |                                 | Margaret Kemble Gage                    | Gertrude Bayard                                 |  |  |       |  |  |                                         |  |  |                                          |  |
| Francis Bertie, I visconte Bertie di Thame |                                 | Margaret Kemble Gage                    |                                                 |  |  |       |  |  |                                         |  |  |                                          |  |
|                                            | Edward Venables-Vernon-Harcourt | George Venables-Vernon, I barone Vernon |                                                 |  |  |       |  |  |                                         |  |  |                                          |  |
|                                            | Edward Venables-Vernon-Harcourt | George Venables-Vernon, I barone Vernon |                                                 |  |  |       |  |  |                                         |  |  |                                          |  |
|                                            | Edward Venables-Vernon-Harcourt | Martha Harcourt                         |                                                 |  |  |       |  |  |                                         |  |  |                                          |  |
| George Venables-Vernon-Harcourt            | Edward Venables-Vernon-Harcourt |                                         |                                                 |  |  |       |  |  |                                         |  |  |                                          |  |
|                                            |                                 | Anne Leveson-Gower                      | Granville Leveson-Gower, I marchese di Stafford |  |  |       |  |  |                                         |  |  |                                          |  |
|                                            |                                 | Anne Leveson-Gower                      | Granville Leveson-Gower, I marchese di Stafford |  |  |       |  |  |                                         |  |  |                                          |  |
|                                            |                                 | Anne Leveson-Gower                      | Louisa Egerton                                  |  |  |       |  |  |                                         |  |  |                                          |  |
| Elizabeth Venables-Vernon-Harcourt         |                                 | Anne Leveson-Gower                      |                                                 |  |  |       |  |  |                                         |  |  |                                          |  |
|                                            |                                 | Richard Bingham, II conte di Lucan      | Charles Bingham, I conte di Lucan               |  |  |       |  |  |                                         |  |  |                                          |  |
|                                            |                                 | Richard Bingham, II conte di Lucan      | Charles Bingham, I conte di Lucan               |  |  |       |  |  |                                         |  |  |                                          |  |
|                                            |                                 | Richard Bingham, II conte di Lucan      | Margaret Smith                                  |  |  |       |  |  |                                         |  |  |                                          |  |
| Elizabeth Bingham                          |                                 | Richard Bingham, II conte di Lucan      |                                                 |  |  |       |  |  |                                         |  |  |                                          |  |
|                                            |                                 | Elizabeth Belasyse                      | Henry Belasyse, II conte Fauconberg             |  |  |       |  |  |                                         |  |  |                                          |  |
|                                            |                                 | Elizabeth Belasyse                      | Henry Belasyse, II conte Fauconberg             |  |  |       |  |  |                                         |  |  |                                          |  |
|                                            |                                 | Elizabeth Belasyse                      | Charlotte Lamb                                  |  |  |       |  |  |                                         |  |  |                                          |  |
|                                            |                                 | Elizabeth Belasyse                      |                                                 |  |  |       |  |  |                                         |  |  |                                          |  |